# Michelangelo Lanci
Michelangelo Lanci (Fano, 22 ottobre 1779 – Palestrina, 30 settembre 1867) è stato un orientalista italiano.
Fu anche fondatore della letteratura orientale a Roma e in Italia.

## Biografia
(Stefano Tomani Amiani)
Michelangelo Lanci nacque a Fano, cittadina nello stato pontificio (oggi in provincia di Pesaro Urbino, nelle Marche) il 22 ottobre 1779 da una famiglia di antica e nobile casata.
Nel 1791 fu iscritto al collegio Nolfi dove si dedicò agli studi della lingua italiana, latina e francese. Entrò nell'ordine sacro nel 1800 e divenne in seguito diacono e prete. Nel novembre 1804, dopo aver conseguito le lauree in filosofia, teologia e diritto civile e canonico, si recò a Roma dove studiò il greco, l'ebraico, il siro-caldaico e l'arabo. Fu poi eletto professore di lingua araba nell'università La Sapienza di Roma.
Nel 1821 intraprese numerosi viaggi per l'Europa su richiesta dell'ambasciata russa visitando la Svizzera, la Germania, la Russia e la Polonia, luoghi in cui gli fu offerta una cattedra di lingue orientali. In Francia conobbe e fu ammirato dai più eminenti studiosi dell'epoca.
Nel 1845 furono pubblicati i Paralipomeni alla illustrazione della S.Scrittura per monumenti fenico-assiri ed egizi, ma il Santo Uffizio e l'Indice condannarono l'opera. In conseguenza gli furono tolti tutti i mezzi di sussistenza, ma l'opera fu comunque diffusa negli Stati Uniti da Gliddon, un allievo di Lanci. Trovò quindi aiuto e ospitalità anche in Francia, dove pubblicò altre sue opere. Fu nuovamente accusato dal Santo Uffizio per aver sostenuto che la figura di Cristo fosse androgina. Quando morì il pontefice Gregorio XVI e salì al trono al trono Pio IX fu perdonato e riaccettato a Roma.
Morì a Palestrina il 30 settembre 1867 all'età di 87 anni per improvvisa soffocazione bronchiale.

## Opere
L'opera di Lanci si concentra principalmente sull'interpretazione delle Sacre Scritture. All'epoca si riteneva che l'antica religione egiziana contenesse rimandi a quella cristiana, e per questo molti studiosi delle Sacre Scritture si dedicarono all'egittologia. La Roma papale, dove non erano ancora giunti i moderni studi orientalistici condotti in modo scientifico, influenzò il suo stile, un insieme di riferimenti dotti e fantasia espressi in un linguaggio involuto e arcaizzante. Nonostante questo, i contributi di Lanci alle teorie di Champollion furono importanti. All'epoca circolavano numerose teorie sulle interpretazioni dei simboli, e gli studiosi cambiavano spesso opinione. Lanci si scagliò contro i suoi colleghi anche con violente affermazioni pur facendo ipotesi azzardate e non scientifiche come loro. Egli afferma che il suo scopo:
(Michelangelo Lanci, La Sacra Scrittura illustrata con monumenti fenico-assirj ed egiziani)
Nell'opera La Sacra Scrittura illustrata con monumenti fenico-assirj ed egiziani Lanci esamina are egiziane per metterle a confronto con candelabri ebraici, studia la forma dell'Arca dell'alleanza, delle vesti del Sommo Sacerdote, e si cimenta nell'interpretazione di nomi misteriosi quali Azalele ed Eloim. Con quest'opera fu menzionato dal premio della Crusca del 1830 assieme alle Operette morali di Leopardi. Nell'opera Dissertazione sui versi di Nembrotte e Pluto nella Divina Commedia di Dante tentò di fornire una spiegazione partendo dall'arabo e dall'ebraico di due versi che non erano mai stati intesi (papè Satan, papè Satan, aleppe). Fornì anche spiegazioni di epigrafi, come quelle dei musei capitolini o quella fenico-egizia di Carpentrasso. Esamina e interpreta la funzione simbolica degli scarabei e delle mummie, e sostiene che i geroglifici possano essere letti sia "ideologicamente" che "foneticamente". Il secondo modo sarebbe sopraggiunto con l'influenza dei fenici, ma non sarebbe mai stato applicato ad uso religioso. Si occupò anche di iscrizioni arabiche, in particolare di quelle cufiche, soprattutto nell'opera Antiche scritture arabiche in papiri, pergamene e cartacei volumi, ma anche in Simboliche arabiche scritture. La lista dei suoi scritti è dunque molto ampia, e racchiude anche opere come Trattato sul giuoco di Dama, gioco a cui fu appassionato fin dalla giovinezza.